# Bülent Tanör
 (décembre 2011).
Si vous disposez d'ouvrages ou d'articles de référence ou si vous connaissez des sites web de qualité traitant du thème abordé ici, merci de compléter l'article en donnant les références utiles à sa vérifiabilité et en les liant à la section « Notes et références ».
Bülent Tanör (né en 1940 à Istanbul et mort le 28 novembre 2002 à Istanbul) est un professeur de droit constitutionnel turc, auteur de deux rapports célèbres sur la démocratisation de la Turquie.

## Biographie
Après des études au lycée francophone de Galatasaray, il étudie à la faculté de droit de l'Université d'Istanbul où il obtient son doctorat en 1969. Après le coup d'Etat militaire du 12 mars 1971 (en), il est éloigné de son emploi à l'Université d'Istanbul en raison de ses opinions politiques. Quatre ans plus tard, il y retrouve son poste à la suite d'une décision du Conseil d'État. À la suite du coup d'État du 12 septembre 1980, il perd de nouveau son poste académique en 1983, par application de la loi n° 1402 sur l'état d'urgence.
Toujours en 1983, selon ses biographies disponibles en langue turque, il part à l'étranger et enseigne dans les Universités de Paris X, Dijon et Genève. En 1990, il peut rentrer en Turquie et recommence à enseigner à l'Université d'Istanbul.
En 2001, il enseigne à la faculté de droit de l'Université Galatasaray, à la suite de son renvoi par le président de l'Université d'Istanbul, Kemal Alemdaroğlu, officiellement pour des raisons d'éthique. Ce renvoi est dénoncé par la presse comme un renvoi politique,.

## Travaux
Auteur de plusieurs ouvrages, Tanör était l'un des plus grands noms de la doctrine de droit et en particulier de la doctrine constitutionnelle européenne et turque. Dans son rapport les perspectives de démocratisation en Turquie écrit pour la TÜSİAD en 1997, il propose la suppression du Conseil national de sécurité, et la mise sous tutelle de l'armée par le Ministère de la Défense. Il défend d'autres idées telles que la reconnaissance de la multi-culturalité de la Turquie, la libéralisation du cadre juridique des actions collectives et une réforme approfondie dans l’éducation nationale. Après l'adoption par les militaires de la Constitution de 1982, dont il considère qu'il s'agit d'une régression par rapport à celle, très libérale, de 1961, il écrit, toujours pour le compte de la Tüsiad, "Raising the Standards of Democracy in Turkey
Il a joué le rôle d'un journaliste dans le film Coup, documentaire retraçant les interventions militaires et coups d'État en Turquie en  1960, 1971, 1980, et 1997 .